# Солари, Аугусто
Аугу́сто Хо́рхе Мате́о Сола́ри (исп. Augusto Jorge Mateo Solari; 3 января 1992, Росарио) — аргентинский и итальянский футболист, нападающий клуба «Росарио Сентраль».

## Карьера
Солари родился в Росарио, где начал свою футбольную карьеру в клубе «Ривер Плейт» с которым выиграл чемпионат Аргентины 2013/14, Южноамериканский кубок 2014 и Кубок Либертадорес 2015 года.
В конце 2015 года Солари перешёл в «Эстудиантес» на правах аренды.
В 2017 году игрок перешёл в «Расинг» за сумму в 2 миллиона евро, а в сезоне 2018/19 выиграл чемпионат с командой.
21 января 2021 года «Сельта» выкупила игрока за 500 тысяч евро. Игрок дебютировал за команду 1 февраля в матче с «Гранадой»

## Личная жизнь
Солари родился в футбольной семье. Он является внуком Хорхе Солари. У него есть два двоюродных брата — Эстебан и Давид. Также он является племянником бывшего игрока и тренера «Реал Мадрида» Сантьяго Солари.

## Достижения
«Ривер Плейт»
- Чемпион Аргентины: 2013/14
- Обладатель Южноамериканского кубка: 2013/14
- Обладатель Кубка Либертадорес: 2014/15

«Расинг»
- Чемпион Аргентины: 2018/19